# Variety češtiny
Variety češtiny jsou různé podoby neboli útvary českého národního jazyka. Každá z variant má specifické výrazové prostředky, vyskytuje se v určitých druzích komunikace a plní zvláštní funkce. Variety jsou relativně autonomní – jejich hranice však nejsou ostré. Reálně existují útvary pouze ve vztahu k jiným útvarům národního jazyka a jsou také otevřeny působení jazyků cizích.
| spisovný jazyk                        | knižní vrstva            |
| spisovný jazyk                        | neutrální vrstva         |
| spisovný jazyk                        | hovorová vrstva          |
| interdialekty                         | obecná čeština           |
| teritoriální dialekty (místní nářečí) | nářeční skupiny          |
| teritoriální dialekty (místní nářečí) | nářeční podskupiny       |
| teritoriální dialekty (místní nářečí) | jednotlivá místní nářečí |

## Spisovná čeština
Spisovná čeština představuje reprezentativní podobu národního jazyka, která má kodifikovaná pravidla (gramatiku, pravopis, výslovnost) a slovní zásobu. Používá se především při různých oficiálních příležitostech, v písemných projevech a při školní výuce. V běžné, každodenní komunikaci může působit nepřirozeně.
Podle stylové příznačnosti se spisovná čeština dělí do několika vrstev:
- knižní vrstva obsahuje prvky vhodné především ve vyšším stylu a při zvláštních příležitostech, v běžné komunikaci se většinou nepoužívá;
- neutrální vrstva obsahuje slovní zásobu, gramatické a pravopisné tvary, které se hodí při většině příležitostí;
- hovorová vrstva (hovorová čeština) obsahuje prvky, které se hodí především v běžné ústní komunikaci mezi uživateli spisovného jazyka. V písemných projevech a ve vyšším stylu mohou tyto prvky působit vulgárně.

## Nářečí a nadnářečí

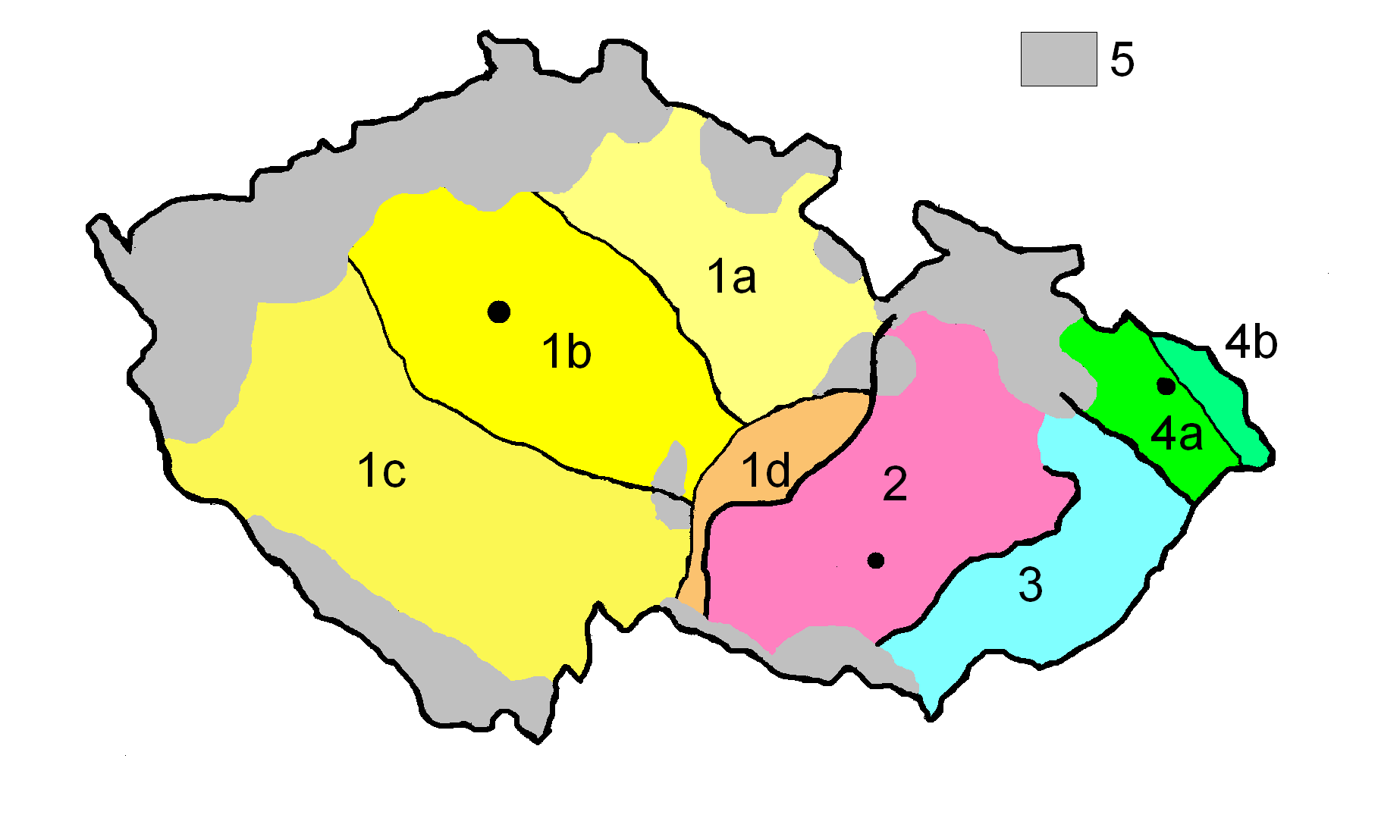
Nářečí češtiny:
1 – česká skupina (podskupiny: 1a – severovýchodočeská, 1b – středočeská, 1c – jihozápadočeská, 1d – českomoravská)
2 – středomoravská skupina
3 – východomoravská skupina
4 – slezská skupina (4a – slezskomoravská podskupina, 4b – slezskopolská podskupina)
5 – nářečně různorodé oblasti

Uživatelé češtiny obvykle používají ke každodenní, běžné komunikaci různá místní nářečí. Tyto ucelené jazykové útvary nemají na rozdíl od spisovné češtiny kodifikovanou podobu, jsou vázány na určité území, podléhají přirozenému vývoji, od spisovné normy se různou měrou liší. Podle příbuznosti se jednotlivá nářečí češtiny rozdělují do 4 skupin (viz mapku), které se dále člení na podskupiny.
Některá nářečí mají mnoho společných prvků a liší se jen v jednotlivostech. Hovoří se pak o existenci nadnářečí (interdialektů). Dominantním nadnářečím je tzv. obecná čeština, kterou se s malými obměnami hovoří na asi 2/3 území České republiky, a to především v Čechách a v západních oblastech Moravy. Někteří autoři též připouštějí existenci obecné hanáčtiny, obecné moravsko-slezštiny a obecné laštiny, jejich územní rozsah a vliv je však daleko menší než u obecné češtiny.

## Neúplné jazykové útvary
Určité jazykové prvky jsou vázány pouze na určité skupiny uživatelů jazyka. Slang představuje nespisovné prvky užívané především v okruhu určitých profesí a zájmových skupin (např. lékařský slang). Argot je mluva používaná především různými asociálními skupinami obyvatel, obsahuje mnohá slova s tabuizovaným významem, kterému ostatní uživatelé jazyka nerozumějí.[zdroj?]